# Dolichorhinotermes dominicanus
Dolichorhinotermes dominicanus es una especie de termita subterránea del género Dolichorhinotermes, de la familia Rhinotermitidae, orden Blattodea. Fue descrita por Schlemmermeyer & Cancello en 2000.
Se distribuye por América: República Dominicana. Fue publicada en Schlemmermeyer, T. & Cancello, E.M. (2000) New fossil termite species: Dolichorhinotermes dominicanus from Dominican amber (Isoptera, Rhinotermitidae, Rhinotermitinae). Papéis Avulsos de Zoologia (São Paulo), 41(20), 303–311.